# Các bài toán của Hilbert
Các bài toán của Hilbert là một danh sách gồm 23 vấn đề (bài toán) trong toán học được nhà toán học Đức David Hilbert đưa ra tại Hội nghị toán học quốc tế tại Paris năm 1900. Các bài toán này chưa có lời giải tại thời điểm đó. Một số bài toán về sau có ảnh hưởng lớn tới nền toán học thế kỉ 20. Hilbert đưa ra 10 bài toán (1, 2, 6, 7, 8, 13, 16, 19, 21 và 22) tại hội nghị trong buổi trình bày ngày 8 tháng 8 tại Đại học Sorbonne. Danh sách đầy đủ được công bố sau đó, đáng chú ý nhất là bản dịch tiếng Anh năm 1902 của Mary Frances Winston Newson trên Bản tin của Hiệp hội Toán học Hoa Kỳ .
Các bài toán của Hilbert trải khắp trên nhiều chủ đề và độ chính xác. Một số trong số chúng là bài toán thứ 3 - bài toán đầu tiên được giải, hoặc bài toán thứ 8 (Giả thuyết Riemann) vẫn chưa được giải quyết, và chúng đã được trình bày đủ chính xác để có thể đưa ra câu trả lời khẳng định hay phủ định một cách rõ ràng. Đối với các bài toán khác, chẳng hạn như bài toán thứ 5, các chuyên gia đã thống nhất về một cách diễn giải duy nhất và một giải pháp cho cách diễn giải được chấp nhận đã được đưa ra, nhưng bên cạnh đó vẫn tồn tại những vấn đề liên quan chặt chẽ chưa được giải quyết. Một số phát biểu của Hilbert không đủ rõ ràng để xác định một vấn đề cụ thể, nhưng đủ gợi ý để các vấn đề nhất định của bản chất đương đại có thể áp dụng được; Ví dụ: Hầu hết các nhà lý thuyết số hiện đại có lẽ sẽ xem bài toán thứ 9 là đề cập đến tương ứng Langlands phỏng đoán về các biểu diễn của nhóm Galois tuyệt đối của một trường số. Vẫn còn những bài toán khác, chẳng hạn như bài toán 11 và 16, liên quan đến những gì hiện đang phát triển mạnh mẽ của các phân ngành toán học, như lý thuyết về phương trình bậc hai và hình học đại số thực.
Có hai bài toán không những không được giải quyết mà trên thực tế có thể không giải quyết được bằng các tiêu chuẩn hiện đại. Bài toán thứ 6 liên quan đến tiên đề hóa vật lý, một mục tiêu mà sự phát triển của thế kỷ 20 dường như vừa xa vời vừa kém quan trọng hơn so với thời của Hilbert. Ngoài ra, bài toán thứ 4 liên quan đến nền tảng của hình học, theo cách mà hiện nay thường được đánh giá là quá mơ hồ để có thể đưa ra một câu trả lời chắc chắn.
Còn lại, hai mươi mốt vấn đề khác đều nhận được sự quan tâm đáng kể, và cuối thế kỷ XX, công trình nghiên cứu về những vấn đề này vẫn được coi là có tầm quan trọng lớn nhất. Paul Cohen đã nhận được Huy chương Fields năm 1966 cho công trình của ông về bài toán đầu tiên, và lời giải phủ định cho bài toán thứ mười trong năm 1970 của Yuri Matiyasevich (hoàn thành công việc của Julia Robinson, Hilary Putnam và Martin Davis) đã tạo ra sự hoan nghênh tương tự. Các khía cạnh của những vấn đề này vẫn còn được quan tâm nhiều cho đến ngày nay.
Theo Gottlob Frege và Bertrand Russell, Hilbert đã tìm cách xác định toán học một cách hợp lý bằng cách sử dụng phương pháp của các hệ thống hình thức, tức là các chứng minh thuần túy từ một tập hợp các tiên đề đã được thống nhất.  Một trong những mục tiêu chính của chương trình của Hilbert là một bằng chứng tài tình về tính nhất quán của các tiên đề số học: đó là bài toán thứ hai của ông.
Tuy nhiên, các định lý bất toàn của Gödel  mang lại một ý nghĩa chính xác trong đó một chứng minh thuần túy về tính nhất quán của số học như vậy là không thể. Hilbert đã sống 12 năm sau khi Kurt Gödel công bố định lý của mình, nhưng dường như ông không có bất kỳ phản hồi chính thức nào về công trình của Gödel.
Bài toán thứ mười của Hilbert không đặt ra câu hỏi liệu có tồn tại một thuật toán để quyết định khả năng giải của phương trình Diophantine hay không, mà là yêu cầu xây dựng một thuật toán như vậy: "để thiết lập một quy trình mà theo đó nó có thể được xác định trong một số lượng hữu hạn các phép toán cho dù phương trình có thể giải được trong số nguyên hữu tỉ. " Rằng vấn đề này đã được giải quyết bằng cách chỉ ra rằng không thể có bất kỳ thuật toán nào như vậy mâu thuẫn với triết học toán học của Hilbert.
Khi thảo luận về ý kiến của mình rằng mọi vấn đề toán học nên có một lời giải, Hilbert cho phép khả năng rằng giải pháp đó có thể là một bằng chứng rằng bài toán ban đầu là không thể.  Ông nói rằng vấn đề quan trọng là phải biết cách này hay cách khác giải pháp là gì, và ông tin rằng chúng ta luôn có thể biết điều này, rằng trong toán học không có bất kỳ "cái dốt" nào (tuyên bố mà sự thật không bao giờ có thể biết được) .  Có vẻ như không rõ liệu ông có coi lời giải của bài toán thứ mười là một trường hợp của sự vô hiệu hóa hay không: cái được chứng minh là không tồn tại không phải là nghiệm nguyên, mà là (theo một nghĩa nào đó) khả năng phân biệt theo một cách cụ thể cho dù một giải pháp tồn tại.
Mặt khác, tình trạng của bài toán thứ nhất và thứ hai thậm chí còn phức tạp hơn: không có bất kỳ sự đồng thuận toán học rõ ràng nào về việc liệu kết quả của Gödel (trong trường hợp của bài toán thứ hai), hay Gödel và Cohen (trong trường hợp của vấn đề thứ nhất) có đưa ra các giải pháp phủ định dứt điểm hay không, vì những giải pháp này áp dụng cho một dạng thức nhất định của vấn đề, đây không nhất thiết là giải pháp duy nhất có thể xảy ra.
Bài chi tiết: Bài toán thứ 24 của Hilbert
Hilbert ban đầu đưa 24 vấn đề vào danh sách của mình, nhưng ông quyết định không đưa một trong số chúng vào danh sách đã xuất bản. "Bài toán thứ 24" (trong lý thuyết chứng minh, dựa trên tiêu chí về tính đơn giản và các phương pháp chung) đã được nhà sử học người Đức Rüdiger Thiele khám phá lại trong bản ghi chép ban đầu của Hilbert vào năm 2000.
Kể từ năm 1900, các nhà toán học và các tổ chức toán học đã công bố danh sách bài toán, nhưng với một vài trường hợp ngoại lệ chúng không có nhiều ảnh hưởng cũng như không tạo ra nhiều công việc như các bài toán của Hilbert.
Một ngoại lệ bao gồm: Ba phỏng đoán do André Weil đưa ra vào cuối những năm 1940 ( Phỏng đoán Weil). Trong các lĩnh vực hình học đại số, lý thuyết số và các liên kết giữa hai lĩnh vực này cho thấy rằng các phỏng đoán của Weil rất quan trọng. Điều đầu tiên trong số này đã được chứng minh bởi Bernard Dwork; Một bằng chứng hoàn toàn khác về hai phương pháp đầu tiên thông qua phương pháp ℓ-adic cohomology được Alexander Grothendieck đưa ra. Giả thuyết cuối cùng và sâu nhất trong số các phỏng đoán của Weil (một cái tương tự của giả thuyết Riemann) đã được Pierre Deligne chứng minh. Cả Grothendieck và Deligne đều được trao huy chương Fields. Tuy nhiên, trong phạm vi của chúng, các phỏng đoán của Weil giống một bài toán Hilbert đơn lẻ hơn, và Weil không bao giờ coi chúng là một chương trình cho tất cả toán học. Điều này hơi mỉa mai vì Weil được cho là nhà toán học của những năm 1940 và 1950, người đã đóng vai Hilbert tốt nhất, thông thạo gần như tất cả các lĩnh vực toán học (lý thuyết) và có vai trò quan trọng trong việc phát triển nhiều lĩnh vực trong số đó.
Paul Erdős đã đặt ra hàng trăm, nếu không muốn nói là hàng nghìn, các vấn đề toán học, trong đó có nhiều vấn đề sâu sắc. Erdős thường đưa ra phần thưởng bằng tiền cho ai giải quyết được nó, quy mô của phần thưởng phụ thuộc vào mức độ khó nhận thức của vấn đề.
Cuối thiên niên kỷ, cũng là tròn một trăm năm Hilbert công bố các bài toán của mình, tạo cơ hội tự nhiên để đề xuất "một tập hợp các bài toán Hilbert mới." Một số nhà toán học đã chấp nhận thử thách này, đặc biệt là Steve Smale từng đạt huy chương Fields, người đã đáp ứng yêu cầu của Vladimir Arnold đề xuất một danh sách gồm 18 bài toán.
Ít nhất trên các phương tiện truyền thông chính thống, điểm tương tự trên thực tế của thế kỷ 21 về các vấn đề của Hilbert là danh sách Bảy bài toán có giải thưởng Thiên niên kỷ do Viện Toán học Clay chọn trong năm 2000. Không giống như các bài toán Hilbert, nơi mà giải thưởng chính là sự ngưỡng mộ của Hilbert nói riêng và các nhà toán học nói chung, mỗi bài toán có giải thưởng bao gồm một triệu đô la tiền thưởng. Cũng như các bài toán Hilbert, một trong những bài toán có giải (giả thuyết Poincaré) đã được giải tương đối sớm sau khi bài toán được công bố.
Giả thuyết Riemann rất đáng chú ý vì nó xuất hiện trong danh sách các bài toán của Hilbert, danh sách của Smale, danh sách các bài toán của Giải Thiên niên kỷ, và thậm chí cả các phỏng đoán của Weil, trong chiêu bài hình học của nó. Mặc dù nó đã bị tấn công bởi các nhà toán học lớn của thời đại chúng ta, nhiều chuyên gia tin rằng nó vẫn sẽ là một phần của danh sách các vấn đề chưa được giải quyết trong nhiều thế kỷ. Chính Hilbert đã tuyên bố: "Nếu tôi thức dậy sau khi ngủ một giấc ngàn năm, câu hỏi đầu tiên của tôi sẽ là: Liệu giả thuyết Riemann đã được chứng minh chưa?"
Năm 2008, DARPA đã công bố danh sách 23 bài toán của riêng mình mà họ hy vọng có thể dẫn đến những đột phá lớn về toán học, "do đó tăng cường năng lực khoa học và công nghệ của DoD."
Trong số các bài toán Hilbert có đề bài rõ ràng, các bài toán số 3, 7, 10, 14, 17, 18, 19 và 20 có một giải pháp được chấp nhận bởi sự đồng thuận của cộng đồng toán học. Mặt khác, các bài toán số 1, 2, 5, 6, 9, 11, 15, 21 và 22 có các giải pháp được chấp nhận một phần, nhưng vẫn tồn tại một số tranh cãi về việc liệu chúng có giải quyết được vấn đề hay không.
Điều đó khiến bài toán số 8 (giả thuyết Riemann), 12, 13 và 16  chưa được giải quyết, bài toán số 4 và 23 là quá mơ hồ để có thể được mô tả là đã được giải quyết. Bài toán 24 rút lui cũng sẽ nằm trong lớp này. Bài toán số 6 được coi là một vấn đề trong vật lý hơn là trong toán học.
| Bài Toán | Giải thích ngắn gọn | Trạng thái | Năm đã giải quyết |
| -------- | --- | --- | ----------------- |
| Số 1     | Giả thuyết continuum (nghĩa là không có tập hợp nào có lực lượng lớn hơn lực lượng của tập các số tự nhiên và nhỏ hơn lực lượng của tập các số thực. )                                                                                          | Được chứng minh là không thể chứng minh hoặc bác bỏ trong khuôn khổ lý thuyết tập hợp Zermelo-Fraenkel bất kể có bao gồm hay không Tiên đề chọn (miễn là lý thuyết tập hợp Zermelo-Fraenkel là nhất quán, tức là nó không chứa mâu thuẫn). Không có sự đồng thuận về việc liệu đây có phải là một giải pháp cho vấn đề này hay không.                                                                       | 1940, 1963        |
| Số 2     | Chứng minh rằng các tiên đề của số học là nhất quán. | Không có sự nhất trí nào về việc liệu kết quả của Gödel và Gentzen có đưa ra giải pháp cho vấn đề như Hilbert đã nêu hay không. Các định lý bất toàn của Gödel được chứng minh vào năm 1931 cho thấy rằng không có bằng chứng nào về tính nhất quán của nó có thể được thực hiện trong chính số học. Năm 1936, Gentzen đã chứng minh rằng tính nhất quán của số học dựa trên tính nền tảng của thứ tự ε 0 . | 1931, 1936        |
| Số 3     | Cho bất kỳ hai khối đa diện nào có thể tích bằng nhau, có phải luôn luôn có thể cắt khối thứ nhất thành bao nhiêu mảnh đa diện để có thể ghép lại được để thu được khối thứ hai?                                                                | Đã giải quyết. Kết quả: Không, được chứng minh bằng cách sử dụng bất biến Dehn. | 1900              |
| Số 4     | Xây dựng tất cả các không gian mêtric trong đó các đường là đường trắc địa. | Quá mơ hồ để được tuyên bố giải quyết hay không. | -                 |
| Số 5     | Các nhóm liên tục có tự động phân nhóm Lie không? | Được giải quyết bởi Andrew Gleason, giả sử một cách diễn giải của tuyên bố ban đầu. Tuy nhiên, nếu nó được hiểu là tương đương với giả thuyết Hilbert – Smith, thì nó vẫn chưa được giải đáp. | Năm 1953 ?        |
| Số 6     | Xử lý toán học bằng các tiên đề vật lý (a) Xử lý tiên đề xác suất với các định lý giới hạn cho nền tảng của vật lý thống kê (b) Lý thuyết chặt chẽ về các quá trình giới hạn "dẫn từ quan điểm nguyên tử đến quy luật chuyển động của liên tục" | Giải quyết một phần tùy thuộc vào cách giải thích câu lệnh ban đầu. Mục (a) và (b) là hai bài toán cụ thể được Hilbert đưa ra trong một giải thích sau này. Tiên đề của Kolmogorov (1933) hiện đã được chấp nhận là tiêu chuẩn. Có một số thành công trên con đường từ "quan điểm nguyên tử đến các quy luật chuyển động của lục tục."                                                                      | Năm 1933–2002?    |
| Số 7     | Tính siêu việt của A b , đối với đại số a ≠ 0,1 và đại số vô tỉ b? | Đã giải quyết. Kết quả: Đúng, được minh họa bằng định lý Gelfond hoặc định lý Gelfond – Schneider. | 1934              |
| Số 8     | Giả thuyết Riemann(Tất cả các không điểm phức phi tầm thường của hàm zeta đều có phần thực bằng ½) và các bài toán số nguyên tố khác, trong số đó có giả thuyết Goldbach và phỏng đoán số nguyên tố song sinh                                   | Chưa được giải quyết. | -                 |
| Số 9     | Tìm định luật tổng quát nhất của định lý tương hỗ trong bất kỳ trường số đại số nào. (Bài toán về tính nghịch đảo toàn phương) | Đã giải quyết một phần. | -                 |
| Số 10    | Tìm một thuật toán để xác định xem một phương trình Diophantine có đa thức đã cho với hệ số nguyên có nghiệm nguyên hay không. | Đã giải quyết. Kết quả: Không thể; Định lý Matiyasevich ngụ ý rằng không có thuật toán nào như vậy. | 1970              |
| Số 11    | Giải các phương trình bậc hai với hệ số đại số. | Đã giải quyết một phần. | -                 |
| Số 12    | Mở rộng định lý Kronecker – Weber trên mở rộng Abelian của số hữu tỉ cho bất kỳ trường cơ sở nào. | Đã giải quyết một phần. | -                 |
| Số 13    | Giải phương trình bậc 7 sử dụng hàm đại số (biến thể: liên tục) của hai tham số. | Chưa được giải quyết. Biến thể liên tục của vấn đề này đã được Vladimir Arnold giải quyết vào năm 1957 dựa trên công trình của Andrei Kolmogorov, nhưng biến thể đại số chưa được giải. | -                 |
| Số 14    | Có phải vành bất biến của một nhóm đại số tác dụng trên một vành đa thức luôn sinh ra hữu hạn không? | Đã giải quyết. Kết quả: Không, một ví dụ phản chứng được Masayoshi Nagata xây dựng. | 1959              |
| Số 15    | Nền tảng vững chắc của phép tính toán của Schubert. | Đã giải quyết một phần. | -                 |
| Số 16    | Mô tả vị trí tương đối của các hình bầu dục bắt nguồn từ một hình học đại số thực và như các chu kỳ giới hạn của trường vectơ đa thức trên mặt phẳng.                                                                                           | Chưa giải quyết được, ngay cả đối với các hình học đại số bậc 8. | -                 |
| Số 17    | Biểu thị một hàm hữu tỉ không âm dưới dạng thương của hai tổng của các số chính phương. | Đã giải quyết. Kết quả: Có, do Emil Artin giải quyết. Hơn nữa, một giới hạn trên đã được thiết lập cho số các số chính phương phải xét. | 1927              |
| Số 18    | (a) Có hình đa diện nào chỉ thừa nhận một mặt phẳng ngoại tiếp theo ba chiều không? (b) Khối cầu nào đóng gói dày đặc nhất ? | (a) Đã giải quyết. Kết quả: Có (bởi Karl Reinhardt). (b) Được nhiều người tin rằng sẽ được giải quyết, bằng chứng minh có sự hỗ trợ của máy tính (của Thomas Callister Hales). Kết quả: Mật độ cao nhất đạt được khi xếp gần nhau, mỗi gói có mật độ xấp xỉ 74%, chẳng hạn như bao bì đóng khối lập phương tâm mặt và bao bì đóng hình lục giác.                                                            | (a) 1928 (b) 1998 |
| Số 19    | Các lời giải của các bài toán thường xuyên trong phép tính biến thiên có nhất thiết phải là phép phân tích không? | Đã giải quyết. Kết quả: Đúng, được chứng minh bởi Ennio de Giorgi và, một cách độc lập và sử dụng các phương pháp khác nhau, bởi John Forbes Nash. | 1957              |
| Số 20    | Có phải tất cả các bài toán biến phân với các điều kiện biên nhất định đều có lời giải không? | Đã giải quyết. Một chủ đề nghiên cứu quan trọng trong suốt thế kỷ 20, với đỉnh cao là các giải pháp cho trường hợp phi tuyến tính. | ?                 |
| Số 21    | Chứng minh sự tồn tại của phương trình vi phân tuyến tính có một nhóm monodromic quy định | Đã giải quyết một phần. Kết quả: Có / Không / Mở tùy thuộc vào công thức chính xác hơn của vấn đề. | ?                 |
| Số 22    | Đồng nhất hóa các quan hệ giải tích bằng các hàm tự động hóa | Đã giải quyết một phần. Định lý đồng nhất | ?                 |
| Số 23    | Phát triển thêm về phép tính của các biến thể | Quá mơ hồ để được tuyên bố giải quyết hay không. | -                 |

1. ↑  Reid 1996/1970:81-82.
2. ↑  DAVID HILBERT[liên kết hỏng]

- Weisstein, Eric W., "23 bài toán của Hilbert", MathWorld.
- Danh sách 23 bài toán, với mô tả ngắn gọn của các bài đã giải quyết Lưu trữ ngày 7 tháng 9 năm 2004 tại Wayback Machine (tiếng Anh)
- Nguyên bản bài trình bày của Hilbert Lưu trữ ngày 5 tháng 2 năm 2012 tại Wayback Machine (tiếng Đức)
- Bản dịch tiếng Anh bài trình bày của Hilbert (tiếng Anh)
- Lời giải chi tiết bài toán thứ 18 Lưu trữ ngày 3 tháng 9 năm 2006 tại Wayback Machine (tiếng Anh)
- Bài toán thứ 24 của Hilbert (tiếng Anh)
- Bài toán thứ 10 Lưu trữ ngày 24 tháng 9 năm 2006 tại Wayback Machine (tiếng Anh)
- 'From Hilbert's Problems to the Future' Lưu trữ ngày 14 tháng 5 năm 2008 tại Wayback Machine, (Từ các bài toán Hilbert tới tương lai), bài giảng của Robin Wilson, giáo sư trường Gresham, 27 tháng 2 năm 2008 (văn bản, âm thanh và video).